# Handball-Landesliga Bayern 2020/21
Die Handball-Landesliga Bayern 2020/21 wurde unter dem Dach des „Bayerischen Handballverbandes“ (BHV) organisiert, sie ist die zweithöchste Spielklasse des bayerischen Landesverbandes und wird hinter der Bayernliga als fünfthöchste Liga im deutschen Ligensystem geführt.

## Saisonverlauf
Saison wurde wegen COVID-19-Pandemie nach dem zweiten Spieltag abgebrochen.

## Teilnehmer

### Männer

Bereich des „Bayer. Handballverbandes“

Nicht mehr dabei waren die Auf- und Absteiger der Vorsaison. Neu hinzu kamen die
 Meister/Aufsteiger (N) aus den Bezirksoberligen: TSV Lohr II (UFR), HSG Rödental/Neustadt (OFR), SC 04 Schwabach (MFR), SG Regensburg II (Ostbay.), TSV Göggingen (Bay.-Schwaben), TV 1864 Altötting (Altbay), TV Immenstadt (Alpenvorland) und HT München II (Obb.).
| Gruppe 1 - TSV 2000 Rothenburg - HSG 2020 Fichtelgebirge - HC Erlangen III - TV 1861 Erlangen-Bruck II - SG Helmbrechts/Münchberg - HSG Rödental/Neustadt (N) - MTV Stadeln - HaSpo Bayreuth II - SV Michelfeld - TSV Lohr II (N) | Gruppe 2 - TSV Allach 09 - TSV Niederraunau - HSG Dietmannsried/Altusried - TSV Herrsching - TSV Ottobeuren - SC Unterpfaffenhofen-Germering - HSG Würm-Mitte - TV Immenstadt (N) - TV Gundelfingen - TSV Göggingen (N R) | Gruppe 3 - TSV Ismaning - TSV Simbach - HSG Lauf/Heroldsberg - HT München II (N) - SC 04 Schwabach (N) - TSV Sauerlach - SG Regensburg II (N) - TV 1864 Altötting (N) - SpVgg Altenerding - TSV 1861 Mainburg |

(N) = Neu in der Liga (Aufsteiger) (R) = Rückzug

### Frauen
Nicht mehr dabei waren die Auf- und Absteiger der Vorsaison. Neu hinzu kamen die
 Meister/Aufsteiger (N) aus den Bezirksoberligen: HSV Bergtheim II (UFR), SG Helmbrechts/Münchberg (OFR), HG Zirndorf II (MFR), HSG Nabburg/Schwarzenfeld (Ostbay.), TSV Aichach (Bay.-Schwaben), MTV Pfaffenhofen (Altbay), HSG Würm-Mitte II (Alpenvorland), PSV München (Obb.).
Aus Unterfranken gab es keinen Aufsteiger, der Meister HSV Bergtheim II hatte kein Aufstiegsrecht, da das 1. Frauenteam bereits in der Bayernliga spielte und es auch keinen Nachrücker gab.  Der Oberbayerische Meister TSV Grafing ist nicht aufgestiegen, für ihn ging der Vizemeister PSV München an den Start.
| Gruppe 1 - 1. FC Nürnberg (Handball) - TSV Wendelstein - HSG Mainfranken - HG Zirndorf II (N) - HSG Pleichach - MTV Pfaffenhofen (N) - TS Herzogenaurach II - SG Helmbrechts/Münchberg (N) - HC Sulzbach-Rosenberg | Gruppe 2 - HG Ingolstadt - TG Landshut - TSV Simbach - TV Marktsteft - SC 04 Schwabach - HCD Gröbenzell II - TV 1864 Altötting - SG Weidhausen (R) - HSG Nabburg/Schwarzenfeld (N) | Gruppe 3 - TSV Schwabmünchen - TSV Vaterstetten - HSG Würm-Mitte II (N) - HC Forchheim - TSV Herrsching - Kissinger SC - TSV Aichach (N) - PSV München (N) - SG Biessenhofen-Marktoberdorf |

(N) = Neu in der Liga (Aufsteiger) (R) = Rückzug